# König & Böschke
Die Besenfabrik König & Böschke in der ostwestfälischen Stadt Herford war zeitweise Deutschlands größte Herstellerin von Besen, Bürsten, Pinseln und ähnlichen Artikeln.

## Produkte
Ursprünglich wurden Besen in Deutschland überwiegend aus Birkenreisern hergestellt. Seit Mitte des 19. Jahrhunderts wurden diese Besen weitgehend aus den Fasern der Piassavapalme aus den damaligen deutschen Kolonien produziert. König & Böschke importierte die Piassavafasern aus Südamerika und Afrika, aus Indien wurden Palmyrafasern bezogen und aus anderen Länder Kokosfasern und Fibrefasern. Auch tierische Produkte, wie Rosshaar, wurden zu Besen, Bürsten und Pinseln verarbeitet. Die Artikel wurden vor allem an Großabnehmer wie das Militär, die Eisenbahnen und Stadtverwaltungen verkauft. Selbst Besenrollen für Straßenkehrmaschinen waren im Angebot.

## Lage
Das Firmengelände lag in der Radewiger Feldmark zwischen der Engerstraße und der Diebrocker Straße und hatte eine Fläche von 26.000 Quadratmetern, von denen 6100 Quadratmeter mit den Verwaltungs- und Betriebsräumen bebaut waren. Nach dem Ende der Besenfabrik befand sich in dem Gebäude von 2014 bis Anfang 2022 ein Restaurant und anschließend kaufte es die Sparkasse Herford, die ihre Hauptstelle  in dieses und einige umliegende Gebäude verlegen möchte.

## Geschichte

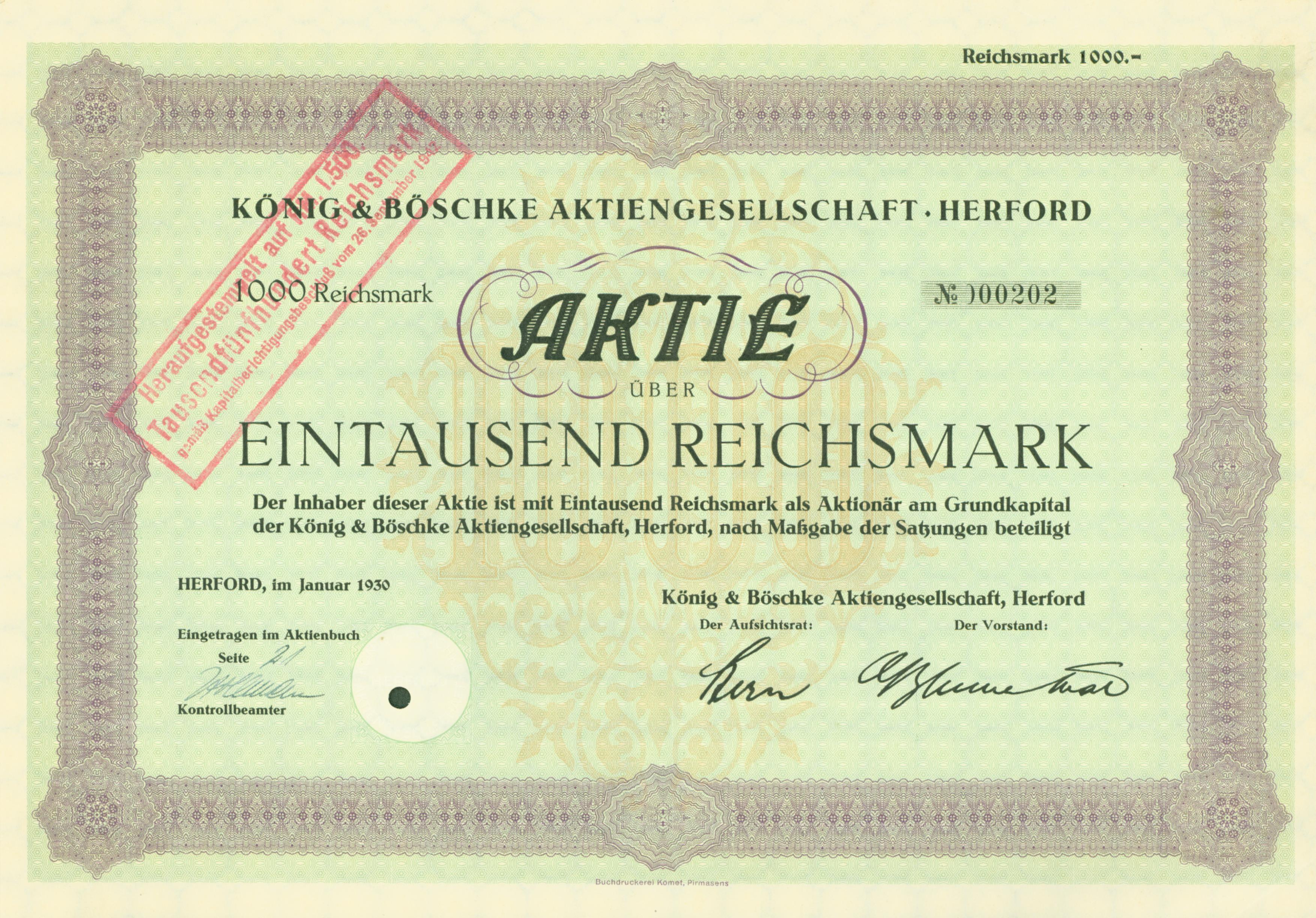
Aktie über 1000 RM der König & Böschke AG vom Januar 1930

In der zweiten Hälfte des 19. Jahrhunderts wurden in Herford mehrere Besenfabriken gegründet. Hermann König und Josef Böschke, der als Besenbinder nach Herford gekommen war, gründeten 1893 die Piassavawarenfabrik König & Böschke mit zunächst 30 Arbeitern. 1896 waren es bereits 100 Beschäftigte und eine 20-PS-Dampfmaschine trieb die Maschinen an. 1910 waren in Herford 220 Arbeiter in der damals größten Besenfabrik Deutschlands beschäftigt. Die Produkte wurden an über 40 Maschinen hergestellt. Eine 75-PS-Dampfmaschine sowie eigenen Dynamos erzeugten den Strom für den Eigenbedarf. Auch eine Fabrikfeuerwehr gab es. Weitere 100 Personen waren in den Filialbetrieben in Enger und Detmold angestellt.
1911 starb Hermann König und sein Sohn starb zwei Jahre später. 1921 verkaufte Josef Böschke die Firma an Georg Blumenthal, der den Markennamen beibehielt und 1922 die Firma in eine Aktiengesellschaft umwidmete. 1931 starb Georg Blumenthal mit nur 42 Jahren. Seine Schwester Käthe Vordtriede war derweil Journalistin der Volkswacht. Der Fabrikant Blumenthal ist mit seiner 1948 verstorbenen Frau Aenne auf dem jüdischen Friedhof in Herford begraben. Auch danach wurde die Firma als AG weitergeführt.
In den 1920er Jahren und 1940 bezeichnete sich die Firma als „Deutschlands größte Piassavabesen- und Haushaltungsbürstenfabrik“. Auf einem Briefkopf aus dem Jahr 1926 sind folgende Daten angegeben: Arbeiterzahl ca. 400, Grundfläche der Fabrik ca. 27.000 m², bebaute Fläche ca. 8000 m², größte Leistungsfähigkeit Tagesproduktion 10.000 Stück. 1940 lauteten die Angaben: Arbeiterzahl ca. 400, Grundfläche der Fabrik ca. 35.000 m², bebaute Fläche ca. 12.000 m².
Im Jahr 1944 wurden 80 Prozent der Firmenanlagen durch Bomben zerstört. Bis 1948 war die inzwischen kleiner gewordene Anzahl der Arbeiter wieder auf 108 Personen angewachsen.
1960 wurde das Unternehmen in den Verband der „Hessischen Holzwerke Heinrich Scherf GmbH“ aus Wald-Michelbach übernommen, die in den 1970er Jahren den Markennamen „Coronet“ einführte. Da es ab Mitte der 1960er Jahre schwierig war, an die Rohstoffe zu kommen, wurde der Betrieb zusätzlich auf die Nutzung der neuen PVC-Fasern umgestellt.
Im Jahr 2005 war Coronet insolvent, und auch die Firma „Coronet König & Böschke GmbH“ wurde 2006 nach Konkurs liquidiert. Die Nachfolgefirma „König & Böschke GmbH“ wurde 2012 endgültig gelöscht. Den Markennamen Coronet nutzte eine Firma in Sprockhövel bis 2015. Seitdem wird er von der Firma Nölle Profi Brush in Wuppertal genutzt.
Ein früherer Mitarbeiter von König und Böschke hat Teile des Firmenarchivs einschließlich historischer Fotos an das Kommunalarchiv Herford übergeben.